# Léon Rosy
Léon Rosy est un acteur belge qui a joué au cinéma entre 1921 et 1949, surtout dans des films populaires.

## Filmographie
- 1921 - Ce que femme veut d'Isidore Moray et Fernand Wicheler avec Mademoiselle Allençon, Gerbeau et Gustave Libeau
- 1923 - Les Nouveaux Riches d'Og Calster avec Jacqmin, Lévy et Gustave Libeau
- 1935 - Le Champion de ces dames de René Jayet d'après une pièce d'André Heuzé et Pierre Veber adaptée par Noël Renard avec Roger Tréville et Darman
- 1937 - Gardons notre sourire de Gaston Schoukens avec Pauline Carton, Suzanne Christy, Zizi Festerat, Georges Keppens, Georgette Méry et Gustave Libeau
- 1944 - Les Invités de huit heures de Gaston Schoukens avec André Berger, André Gevrey, Charles Gontier, Robert Murat et Liliane Simonet
- Encore en 1944, il joue dans le film de résistance d'Emile-Georges De Meyst Soldats sans uniforme en croyant qu'il s'agit d'un banal film policier.
- 1945 - Adversaires invisibles de Jean Gatti, un film qui a eu des problèmes d'autorisation de distribution par la commission militaire en raison de soupçons de collaboration du réalisateur et du directeur photo Antoine Pée. Cela provoqua une polémique. Ce film prévu pour 1945 sortira en 1947[1],[2].

- 1949 - La Maudite réalisé par Norbert Benoit, Marcel Jauniaux et Emile-Georges De Meyst avec Francine Vendel

## Théâtre
- 1938 : Victoria Regina de Laurence Housman, mise en scène André Brulé, Théâtre des Célestins